# Aoxomoxoa
 (janvier 2010).
Si vous disposez d'ouvrages ou d'articles de référence ou si vous connaissez des sites web de qualité traitant du thème abordé ici, merci de compléter l'article en donnant les références utiles à sa vérifiabilité et en les liant à la section « Notes et références ».
Albums de Grateful Dead
Anthem of the Sun
(1968) Live/Dead
(1969)
Aoxomoxoa est le troisième album studio de Grateful Dead, sorti en juin 1969. Le titre original était Earthquake Country.
En 1991, le magazine Rolling Stone l'a classé comme ayant la huitième meilleure pochette d'album de tous les temps. Aoxomoxoa est un palindrome. 

## Histoire
Le groupe avait déjà réalisé des sessions d'enregistrement pour l'album quand Ampex a fabriqué le premier appareil d'enregistrement multipiste et à 16 pistes d'enregistrement (modèle numéro de MM-1000) ce qui a doublé le nombre de voies disponibles par rapport à leur album précédent Anthem of the Sun enregistré l'année précédente. Le groupe a passé huit mois en studio pour enregistrer l'album et en a profite pour expérimenter cette nouvelle technologie. Jerry Garcia a révélé que « c'était notre première aventure avec la seize-pistes et nous avons eu tendance à mettre trop de tout » . Jerry Garcia et Phil Lesh ont dû retourner en studio en 1971 pour reprendre l'album, enlevant les parties entières de chansons. Le premier arrangement de 1969 est "perdu " car la réédition du CD le mélange avec celui de 1971.
Aoxomoxoa a été pour plusieurs raisons un tournant dans l'histoire de Grateful Dead. Il est le premier album du groupe enregistré à San Francisco et sa région (au studio d'enregistrement Pacific Recording Studio à San Mateo et au studio d'enregistrement Pacific High Recording Studio à San Francisco même). C'est le premier enregistrement de studio avec le pianiste Tom Constanten en tant que membre permanent du groupe. C'était également le premier album où Robert Hunter est auteur de chansons, commençant le tandem Jerry Garcia/Robert Hunter comme coauteur de chansons. Pour la première fois, le groupe met l'accent sur des chansons acoustiques, telles que Mountains of the Moon et Dupree's Diamond Blues. Phil Lesh a joué pour la première fois de la basse acoustique.
Les sessions prolongées pour l'album ont profondément endetté le groupe avec Warner Bros. Aoxomoxoa a coûté 180 000 $, ce qui à l'époque a représenté leur entreprise la plus ambitieuse et la plus coûteuse. Ce fut la dernière fois où le groupe engageait une telle somme pour les enregistrements en studio. L'album renferme plusieurs classiques de Grateful Dead comme Doin' That Rag, Dupree's Diamond Blues et Cosmic Charlie, et deux chansons qui resteront, de façon permanente dans le répertoire du groupe lors des concerts : St. Stephen et China Cat Sunflower. 
La réédition 2003 inclut trois improvisations de studio (dont une version de The Eleven) venant des anciennes sessions enregistrées sur un huit- piste et une version concert de Cosmic Charlie enregistré au début de 1969.

## Liste des titres
Toutes les chansons sont écrites et composées par Garcia et Robert Hunter sauf indication contraire.
| No | Titre                     | Auteur               | Durée |
| -- | ------------------------- | -------------------- | ----- |
| 1. | St. Stephen               | Garcia, Hunter, Lesh | 4:26  |
| 2. | Dupree's Diamond Blues    | Hunter, Lesh         | 3:32  |
| 3. | Rosemary                  |                      | 1:58  |
| 4. | Doin' That Rag            |                      | 4:41  |
| 5. | Mountains of the Moon     |                      | 4:02  |
| 6. | China Cat Sunflower       |                      | 3:40  |
| 7. | What's Become Of The Baby |                      | 8:12  |
| 8. | Cosmic Charlie            |                      | 5:29  |

| 1. | Clementine Jam        | Grateful Dead | 10:46 |
| 2. | Nobody's Spoonful Jam | Grateful Dead | 10:04 |
| 3. | The Eleven Jam        | Grateful Dead | 15:00 |
| 4. | Cosmic Charlie        |               | 6:47  |

## Musiciens
- Jerry Garcia - guitare, banjo, chant
- Bob Weir - guitare, chant
- Tom Constanten - claviers
- Ron "Pigpen" McKernan - orgue
- Phil Lesh - basse, chant
- Bill Kreutzmann - batterie
- Mickey Hart - batterie